# Ploučnice

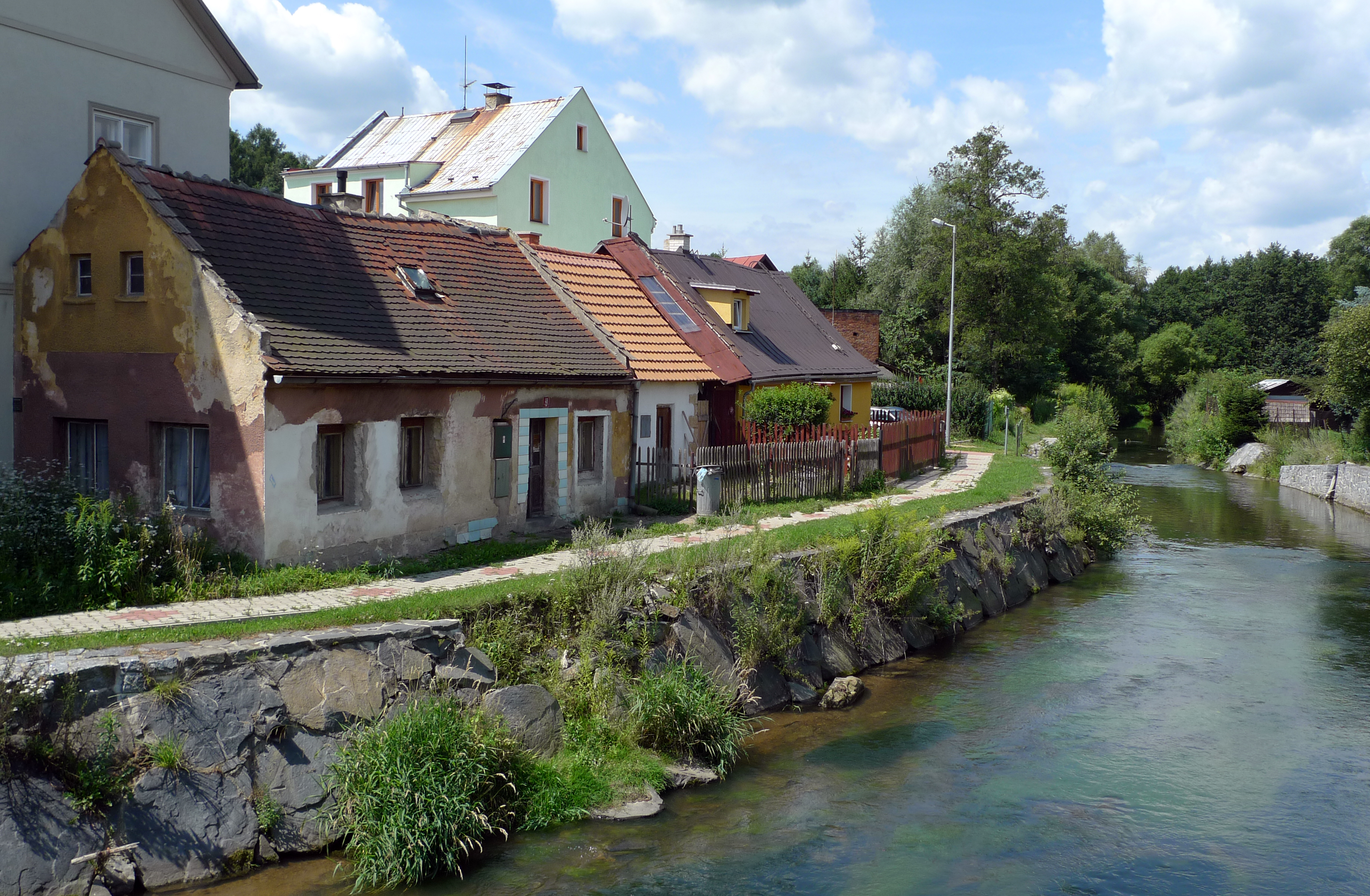
Die Ploučnice in Mimoň

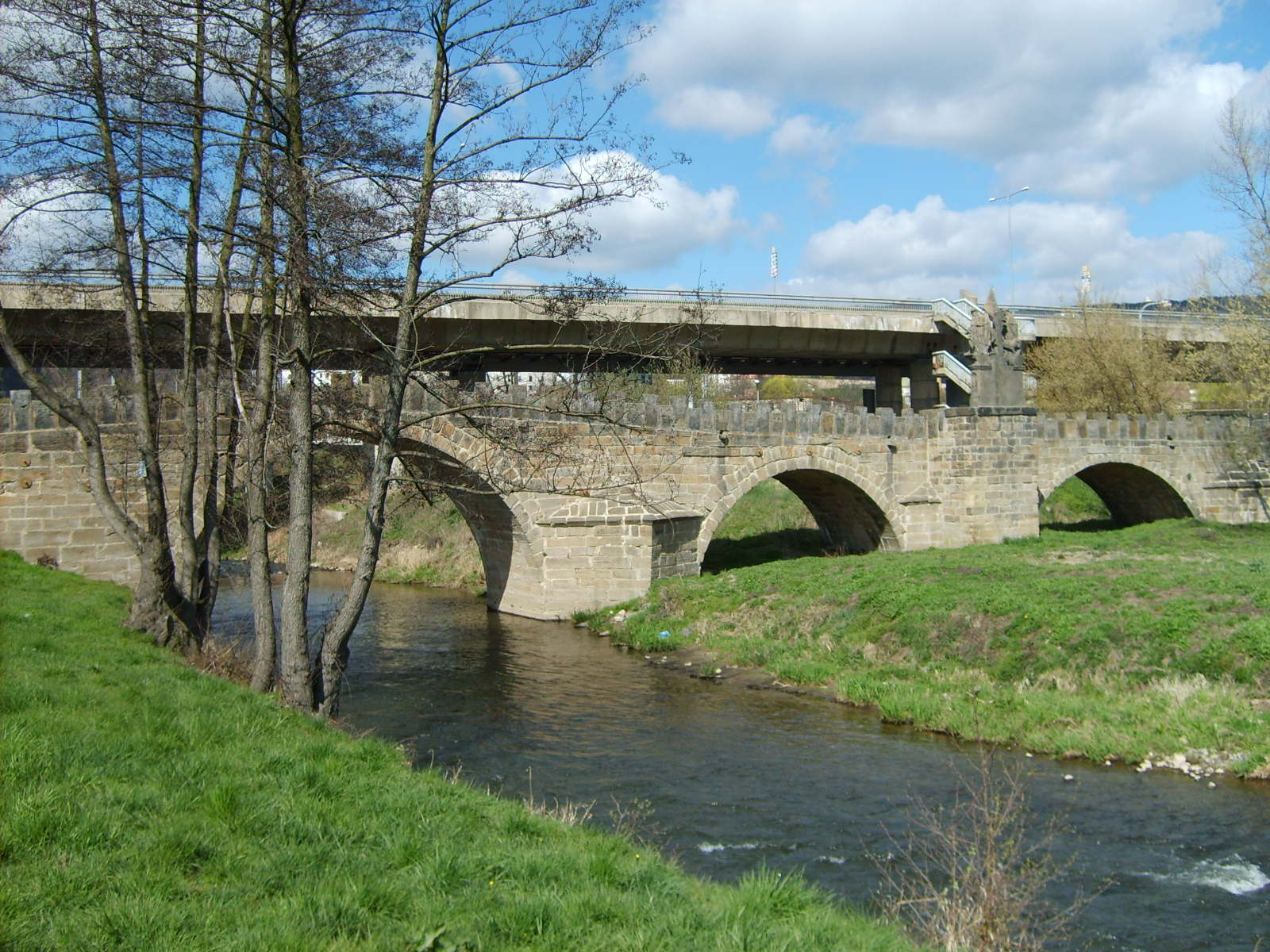
Altstädter Brücke über die Ploučnice bei Děčín

Die Ploučnice (deutsch der Polzen, früher auch die Pulsnitz), ist ein rechter Nebenfluss der Elbe in Nordböhmen, Tschechien.

## Verlauf
Die Obere Polzenquelle (pramen Horní Ploučnice) befindet sich im Jeschkengebirge am Südwesthang des Ještěd (Jeschken) bei Hoření Paseky (Oberpassek). Danach fließt die Ploučnice vorbei an Zadní Ves und Dolení Paseky nach Südwesten, wo sie in Janův Důl die Ralská pahorkatina (Rollberg-Hügelland) erreicht.
Westlich von Janův Důl fließt dem Bach die wasserreichere Untere Polzenquelle (Hlavní pramen Ploučnice) zu.
Der weitere Lauf führt über Jenišovský Mlýn und Osečná bis Lázně Kundratice, wo linksseitig die Hamerská strouha abgeleitet wird. Danach nimmt der Bach zunächst nordwestliche, später westliche Richtung. Über Chrastná, Břevniště und Útěchovice erreicht er Hamr na Jezeře, wo er sich wieder mit der aus dem Hamerský rybník zufließenden Hamerská strouha vereinigt. Unterhalb des Schlosses Vartenberk fließt die Ploučnice an Stráž pod Ralskem vorbei. Ihr Mittellauf führt am nördlichen Fuße des Ralsko durch Malé Ralsko und Noviny pod Ralskem, an dessen oberen Ortseingang der Bach in der Průrva Ploučnice durch einen Sandsteinfelsen geleitet wird. Anschließend nimmt die Ploučnice südliche Richtung und fließt durch Srní Potok und Mimoň. Zwischen Ploužnice, Boreček und Hradčany führt der Lauf der Ploučnice nördlich des Flugplatzes Hradčany nach Westen.
Am Nordrand des Kummergebirges ändert die Ploučnice ihre Richtung nach Nordwesten und fließt in zahlreichen Mäandern an Veselí, Brennský Mlýn, Brenná, Vlčí Důl, Heřmaničky, Vitkov, Dobranov, Žizníkov, Svárov und am südlichen Stadtrand von Česká Lípa vorbei. An ihrem weiteren Laufes durch den nordöstlichen Teil des Böhmischen Mittelgebirges liegen Dubice, Robeč, Stráž u České Lípy, Stružnice, Jezvé, Bělá, Stoupno, Horní Police, Žandov, Dolní Police, Malý Šachov, Starý Šachov, Brlohy, Valkeřice, Oldřichov und Františkov nad Ploučnicí. Dort bildet die Ploučnice eine Flussschleife um einen Bergsporn, auf dem sich die Ruine der Burg Šarfenštejn befindet.
Der Unterlauf der Ploučnice führt über Terezínské Údolí, Mlatce, Heřmanov, Benešov nad Ploučnicí, Eliščino Údolí, Jedlka, Malá Veleň, Soutěsky, Březiny, Bechlejovice, Libverda und Staré Město in das Stadtgebiet von Děčín. Dort wird der Fluss südlich des Bahnhofs Děčín východ von den Bahnstrecken Kolín–Děčín und Děčín–Jedlová überbrückt. Nach 102 Kilometern mündet die Ploučnice südlich des Schlosses Děčín in die Elbe.

## Beschreibung
Der Oberlauf der Ploučnice führt, abgesehen vom steilen Lauf an ihren Anfängen am Abfall des Jeschkengebirges, ab Janův Důl in der Ralská pahorkatina mit wenig Gefälle durch ein breites Muldental, das nur am Ralsko und an den Hradčanské stěny im Kummergebirge durch schroffe Erhebungen begrenzt wird. Am Mittellauf bildet die Ploučnice zwischen Česká Lípa und Starý Šachov ein zunehmend tiefer werdendes Sohlental. Unterhalb von Starý Šachov fließt die Ploučnice durch ein Kerbtal, bis sie bei Bechlejovice kurz vor der Mündung das breite Kerbsohlental der Elbe erreicht.
Durch das Tal der Ploučnice verläuft zwischen Děčín und Benešov nad Ploučnicí die Bahnstrecke Děčín–Jedlová und daran flussaufwärts anschließend die Bahnstrecke Benešov nad Ploučnicí–Česká Lípa.
Als Naturdenkmale sind der Polzendurchbruch bei Noviny pod Ralskem und die Mäander der Ploučnice bei Dobranov geschützt.

## Teiche
- Horecký rybník bei Stráž pod Ralskem

## Abflüsse
- Hamerská strouha (l) bei Lázně Kundratice

## Zuflüsse
- Hamerská strouha (l), in Hamr na Jezeře
- Ještědský potok (r), bei Stráž pod Ralskem
- Dubnický potok  (r), bei Stráž pod Ralskem
- Panenský potok (r) in Mimoň
- Ploužnický potok (l), bei Ploužnice
- Hradčanský potok (l), bei Hradčany
- Svitávka / Zwittebach (r), bei Brenná
- Dobranovský potok (r), bei Dobranov
- Šporka (r), bei Dubice
- Robečský potok (l), bei Robeč
- Radečský potok (r), in Stružnice
- Valteřický potok (l), in Jezvé
- Valdecký potok (l), in Horní Police
- Vrbový potok (r), in Žandov
- Merboltický potok (l), in Malý Šachov
- Valkeřický potok (l), bei Valkeřice
- Fojtovický potok (l), bei Heřmanov
- Bystrá (r), in Benešov nad Ploučnicí
- Dobrnský potok (r), bei Březiny
- Chlumský potok (l), in Bechlejovice